# میاناکولامادا
میاناکولامادا (به لاتین: Miyanakolamada) یک منطقهٔ مسکونی در سری‌لانکا است که در استان مرکزی (سری‌لانکا) واقع شده‌است.